# Bohumil Starnovský
Bohumil Starnovský (n. 3 octombrie 1953, Praga, Cehoslovacia) este un sportiv ce a reprezentat Cehoslovacia, medaliat olimpic. A participat la 2 ediții ale Jocurilor Olimpice (1976, 1980) în care a câștigat o medalie de argint.